# Ченцов, Анатолий Терентьевич
Анатолий Терентьевич Ченцов (23 октября 1934 — 11 марта 2006, Томск) — советский футболист, полузащитник и левый крайний нападающий, футбольный тренер. Мастер спорта СССР.

## Биография
Воспитанник горно-алтайского футбола. В Томск переехал в первой половине 1950-х годов, поступив в Томский транспортный институт. Первоначально играл в соревнованиях коллективов физкультуры за институтскую команду «Локомотив», двукратный обладатель Кубка Томской области (1954, 1955). В 1956 году в составе ГДО (Северск) стал победителем сибирской зоны первенства КФК РСФСР.
С появлением в Томске в 1957 году команды мастеров, стал выступать за неё, команда носила названия «Буревестник», «Томич», «Сибэлектромотор» (ныне — «Томь»). За пять сезонов в составе клуба провёл около 100 матчей. Стал автором единственного гола томичей в матче 1/8 финала Кубка СССР против московского «Торпедо» (1:2), выход в 1/8 Кубка долгое время был лучшим результатом в истории клуба.
В 1962 году перешёл в «Кайрат». Дебютный матч в высшей лиге сыграл 7 мая 1962 года против ЦСКА. 11 июня 1962 года забил свой первый гол в высшей лиге в ворота ленинградского «Зенита». Полуфиналист Кубка СССР 1963 года, играл в полуфинальном матче против донецкого «Шахтёра». В 1965 году стал серебряным призёром первой лиги. Всего в составе «Кайрата» сыграл 134 матча и забил 7 голов в первенствах страны, из них в высшей лиге — 93 матча и 3 гола. Признавался лучшим футболистом Казахской ССР в сезоне 1965 года, входил в десятку лучших спортсменов республики.
В ходе сезона 1966 года покинул «Кайрат», сыграл один матч за «Восток» (Усть-Каменогорск), затем полтора сезона снова провёл в Томске. С 1968 года до конца карьеры в течение пяти сезонов выступал за «Шахтёр» (Караганда), сыграл за клуб более 140 матчей, был его капитаном.
В 1973 году начал тренерскую карьеру, возглавив томское «Торпедо», работал с командой три сезона. Затем много лет работал с командами второй лиги из Казахской ССР — «Горняк» (Никольский), «Булат» (Темиртау), «Джезказганец»/«Металлург» (Джезказган). Вернувшись в Томск, работал тренером клуба по хоккею с мячом «Нефтехимик» и городских футбольных команд.
Скончался в Томске 11 марта 2006 года на 72-м году жизни, похоронен там же.
На доме в переулке Плеханова, где он жил вместе с братом с 1958 по 2009 годы, в 2014 году установлена мемориальная доска.

## Личная жизнь
Брат Владимир (1936—2008) тоже был футболистом. На протяжении многих лет братья выступали вместе в томском клубе и в «Кайрате».